# Colin Camerer
Colin F. Camerer (* 4. Dezember 1959) ist ein US-amerikanischer Ökonom. Er ist Professor für Wirtschaftswissenschaften am California Institute of Technology.

## Leben
Camerer studierte Quantitative Sozialforschung an der Johns Hopkins University (B.A., 1977). 1979 erhielt er einen MBA in Finanzierung und 1981 einen Ph.D. in Entscheidungstheorie von der University of Chicago. Von 1981 bis 1983 war Camerer Juniorprofessor an der Kellogg Graduate School of Management der Northwestern University und von 1983 bis 1989 an der Wharton School der University of Pennsylvania. An der University of Pennsylvania war er 1989–1991 Professor für Entscheidungswissenschaft, danach Professor an der University of Chicago. Seit 1994 ist er am Caltech. 1991/92 war er Gastwissenschaftler bei der Russell Sage Foundation, 1997/98 an der Stanford University. Von 2001 bis 2003 war er Präsident der Economic Science Association. 2013 erhielt er eine fünfjährige mit 600.000 $ dotierte MacArthur Fellowship.
Seit 2017 zählt ihn Clarivate Analytics aufgrund der Zahl seiner Zitationen zu den Favoriten auf einen Alfred-Nobel-Gedächtnispreis für Wirtschaftswissenschaften (Clarivate Citation Laureates, früher Thomson Reuters Citation Laureates).

## Arbeit
Camerers Forschungsgebiete sind Verhaltens- und Experimentelle Ökonomik.